# 박일규
박일규(朴一圭, 1989년 12월 22일 ~ )는 재일교포 출신 일본의 축구 선수로 현재 J1리그의 사간 도스에서 골키퍼 겸 부주장으로 활약하고 있다.

## 클럽 경력

### 후지에다 MYFC1기
일본 조선대학교를 거쳐 2012년 일본 풋볼 리그의 후지에다 MYFC와 입단 계약을 체결하며 본격적인 프로의 길로 접어든 이후 2012 시즌 리그 16경기를 소화했다.

### FC 코리아
2012 시즌 이후 간토 사커 리그의 소속팀이자 재일 조선인으로 구성된 팀인 FC 코리아로 이적하여 15경기를 소화하며 팀의 간토 사커 리그 디비전 1 우승에 일조했다.

### 후지에다 MYFC 2기
2013 시즌을 마친 후 J3리그에 새롭게 편입된 친정팀인 후지에다로 복귀하여 2014 시즌부터 2시즌동안 70경기를 소화하며 후지에다의 주축 골키퍼로 활약했다.

### FC 류큐
2016 시즌을 앞두고 같은 J3리그의 FC 류큐로 트레이드되어 2018 시즌까지 공식전 85경기를 소화하며 J3리그 2018 우승 및 차기 시즌 J2리그 승격에 기여했다.

### 요코하마 F. 마리노스
2018 시즌 종료 후 J1리그의 요코하마 F. 마리노스로 이적하자마자 첫 시즌인 J1리그 2019에서 프로 데뷔 이래 처음으로 J1리그 우승의 기쁨을 맛보았고 일본 슈퍼컵 2020에도 참가하여 팀의 준우승을 이끄는 등 2020년 10월 25일 전까지 44경기를 소화했다.

### 사간 도스
J1리그 2020이 진행 중이던 2020년 10월 25일 같은 J1리그의 사간 도스로 3개월 임대 이적한 뒤 2020 시즌 종료 후 사간 도스로 완전 이적을 확정지었고 완전 이적에 성공한 후 J1리그 2021에서 5월 하순까지 17경기 10클린시트 작성과 함께 선방률 1위에 오르는 등 맹활약을 펼치며 전 시즌 리그에서 13위에 머물렀던 팀의 순위를 6계단 상승시키는 결정적인 역할을 수행했다.
그 후 2023 시즌을 앞둔 2022년 11월 대한민국에서 일본으로 귀화했으며 귀화를 결심하게 된 가장 큰 이유에 대해서는 '대한민국 국적을 달고 외국인 선수 신분으로 경기를 뛰는 과정에서 겪은 외국인 쿼터제 문제로 인해 일본 선수 신분으로 더 많은 출전 기회를 부여받기 위해서'라고 밝혔다.

## 수상

### 클럽
FC 코리아
- 간토 사커 리그 디비전 1 : 우승 (2013)

FC 류큐
- J3리그 : 우승 (2018)

요코하마 F. 마리노스
- J1리그 : 우승 (2019)
- 일본 슈퍼컵 : 준우승 (2020)